# آگوتا کریستف
آگوتا کریستف (مجاری: Kristóf Ágota; فرانسوی: Agota Kristof‎، زادهٔ چیکواند - درگذشتهٔ نوشاتل) نویسنده، شاعر، رمان‌نویس و دراماتورژ مجاری ساکن سوئیس که داستان‌هایش را به زبان فرانسوی می‌نوشت.

## زندگی‌نامه
آگوتا کریستف در ۳۰ اکتبر ۱۹۳۵ در چیکواند، مجارستان به دنیا آمد. در پی انقلاب ۱۹۵۶ مجارستان در سن بیست و یک سالگی با شوهر و فرزند چهارماهه‌اش از کشور گریخت و در نوشاتل سوئیس ساکن شد. بعد از پنج سال تنهایی، افسردگی و کار سخت در یک کارخانه محل کارش را ترک کرد، از همسرش جدا شد و به مطالعه زبان فرانسه پرداخت؛ زبانی که تا پایان عمر از آن برای خلق آثارش بهره برد.
وی در ابتدای فعالیت حرفه‌ای خود، به نوشتن شعر و نمایش‌نامه روی آورد و کم‌کم به سمت داستان‌نویسی گرایش پیدا کرد و با سه‌گانه‌ای که در پنج سال منتشر کرد به اوج شهرت رسید. موضوع اصلی داستان‌های او جنگ، ویرانی، عشق، تنهایی و تلاش انسان‌ها برای جلب توجه دیگران است؛ مواردی که به نظر می‌رسد وی در زندگی شخصی‌اش با آن‌ها دست و پنجه نرم کرده‌است.
بسیاری از نمایش‌نامه‌هایش روی صحنه رفت یا در رادیو اجرا شد و پس از آن به نوشتن رمان و داستان کوتاه روی آورد و آثاری به زبان فرانسه نوشت. او قبل از مهاجرت شعر هم می‌سرود.
در ۱۹۸۶ رمان دفتر بزرگ او با موفقیت زیادی روبه رو شد و جایزه ادبی کتاب اروپا را به ارمغان آورد. این رمان، جلد اول از یک تریلوژی است که با رمان‌های مدرک و دروغ سوم ادامه یافته و به بیش از ۳۰ زبان دنیا ترجمه شد. رمان دفتر بزرگ به مانند فضای اروپای مرکزی را در زمان جنگ جهانی دوم روایت می‌کند. برای رمان موفق سومین دروغ نیز جایزه کتاب بین‌المللی انتر را در ۱۹۹۲ دریافت کرد. وی سال ۲۰۰۱ موفق شد جایزه گوتفرید کلر کشور سوئیس را از آن خود کند. سال ۲۰۰۸ جایزه ادبی اتریش برای ادبیات اروپا به مجموعه آثار او تعلق گرفت.
آگوتا کریستف در سال ۲۰۰۴ زندگی‌نامه‌ای از خود منتشر کرد که در تمامی صفحات آن عشق به نویسندگی که در سراسر عمر رهایش نکرده، مشخص است. آخرین مجموعه‌ای که این نویسنده پیش از مرگش نوشته، مجموعه داستان‌های کوتاهی است که در سال ۲۰۰۵ با عنوان «فرقی نمی‌کند» منتشر شد.
آگوتا کریستف، در سن ۷۵ سالگی درگذشت.

## تالیفات
- تریلوژی دوقلوها شامل دفتر بزرگ، جلد اول، مدرک، جلد دوم و دروغ سوم جلد سوم.
- فرقی نمی‌کند مجموعه‌ای شامل بیست و پنج داستان
- زبان مادری
- ج‍ان و ج‍و: ترجمه تینوش نظم جو، انتشارات ترجمه
- میخ ها: ترجمه اصغر نوری، انتشارات مروارید
- بی سواد + فرقی نمی کند: ترجمه اصغر نوری، انتشارات مروارید
- Hier = دیروز: ترجمه اصغر نوری، انتشارات مروارید (این کتاب با نام «دوینی» توسط صلاح الدین بایزدی به کردی ترجمه و توسط انتشارات مانگ به چاپ رسیده است)